# Pterocaulon niveum
Pterocaulon niveum là một loài thực vật có hoa trong họ Cúc. Loài này được Cabrera & Ragonese miêu tả khoa học đầu tiên năm 1978.